# Saint-Bonnet-de-Condat
Saint-Bonnet-de-Condat é uma comuna francesa na região administrativa de Auvérnia-Ródano-Alpes, no departamento de Cantal. Estende-se por uma área de 17,38 km². Em 2010 a comuna tinha 121 habitantes (densidade: 7 hab./km²).